# Тейлор Сэндс
Тейлор Сэндс (англ. Taylor Sands; род. 18 декабря 1992 года в Неймегене, Нидерланды) — нидерландская порноактриса.

## Карьера
До начала карьеры в порноиндустрии занималась танцами и подрабатывала в приюте для животных. Пришла в индустрию для взрослых в январе 2014 года по рекламному объявлению. Первые съёмки состоялись в Португалии две недели спустя после ответа на объявление. На протяжении двух лет снималась только в сценах мастурбации, лесбийского и традиционного секса, но, начиная с 2016 года, снимается также в сценах анального секса и двойного проникновения.
Наиболее известные студии, для которых снимается Тейлор Сэндс: Brazzers, DDF Network, Digital Playground, Girlfriends Films, Jules Jordan Video, MET-Art, Private, Reality Kings, Tushy, Video Marc Dorcel, студия Вива Томаса и многие другие.
В ноябре 2015 года была впервые номинирована премией AVN Awards в категориях «Лучшая иностранная исполнительница года» (став второй нидерландкой, номинированной в данной категории) и «Лучшая сцена секса в фильме иностранного производства» (за фильмы Married Women и Waltz With Me).
В начале 2017 года снялась в фотосессии для февральского выпуска американского порножурнала Barely Legal. В этом же году сыграла главную роль в британском драматико-эротическом фильме «Картина красоты» (англ. Picture of Beauty).
По данным сайта IAFD на июнь 2018 года, снялась в более чем 90 порнофильмах.
Владеет нидерландским и английским языками. Бисексуалка.

## Награды и номинации
| Год  | Награда           | Результат | Категория                                                                                                | Фильм                                                     |
| ---- | ----------------- | --------- | --- | --------------------------------------------------------- |
| 2016 | AVN Award         | Номинация | Иностранная исполнительница года                                                                         | н/д                                                       |
| 2016 | AVN Award         | Номинация | Лучшая сцена секса в фильме иностранного производства (вместе с Джеймсом Броссманом, Лолой Рив и Ренато) | Married Women                                             |
| 2016 | AVN Award         | Номинация | Лучшая сцена секса в фильме иностранного производства (вместе с Алексис Брилль и Фрэнком Франко)         | Waltz With Me                                             |
| 2018 | Spank Bank Award  | Номинация | Most Luscious Labia                                                                                      | н/д                                                       |
| 2018 | Spank Bank Award  | Номинация | Natural Born Cock Killer                                                                                 | н/д                                                       |
| 2018 | Spank Bank Award  | Номинация | Ravishing Redhead of the Year                                                                            | н/д                                                       |
| 2018 | XBIZ Europa Award | Номинация | Лучшая сцена секса — лесбийский фильм (вместе с Тиффани Тейтум)                                          | Lesbian Romance                                           |
| 2019 | AVN Award         | Номинация | Лучшая сцена секса в виртуальной реальности (вместе с Эмилио Арданой)                                    | Star Wars: A XXX Parody                                   |
| 2019 | AVN Award         | Номинация | Лучшая сцена секса парень/девушка в иностранном фильме (вместе с Дином Ван Даммом)                       | Taylor Sands Gets Two Creampies in Her Hairy Pussy in POV |

## Избранная фильмография
- 2016 — First Time Stories
- 2016 — Good Hard Fucking
- 2016 — Lesbian Lust
- 2016 — Young Girl Foot Fantasies
- 2017 — Couples and Teens[10]
- 2017 — Give Me Spunk 3 — Teen Edition
- 2017 — Hookup Hotshot Wifi Material
- 2017 — Masturbating Glamour Dolls 2
- 2018 — Anal Innocence 3
- 2018 — Sensual Maids